# Rapa (chi ốc biển)
Rapa là một chi ốc biển, là động vật thân mềm chân bụng sống ở biển thuộc họ Muricidae, họ ốc gai.

## Các loài
Các loài thuộc chi Rapa bao gồm:
- Rapa bulbiformis Sowerby, 1870[2]
- Rapa bulbosa [3]
- Rapa incurvus (Dunker, 1852)[4]
- Rapa papyracea (Lamarck, 1822)[5]
- Rapa penardi Montroux[6]
- Rapa rapa [7]